# 小ノ口藤三郎
小ノ口 藤三郎（このぐち とうざぶろう、生没年不詳）とは明治時代の東京の地本問屋。

## 来歴
明治時代に東京の八丁堀仲町3丁目において地本問屋を営業している。1881年（明治14年）に3代目歌川広重の大判3枚続の錦絵「東京第一之劇場新富座大当ノ図」（国立劇場所蔵）を出版したことが知られる。